# Giovanni Zanghieri
Giovanni Zanghieri (24 décembre 1881 - 5 octobre 1959) était un général de corps d'armée italien qui a servi pendant la Seconde Guerre mondiale de 1940 à 1943.

## Biographie
Zanghieri est commandant de l'École centrale d'artillerie entre 1934 et 1937, puis directeur des Services chimiques militaires.
Du 9 septembre 1937 au 18 septembre 1939, il est commandant de la 22e division d'infanterie "Cacciatori delle Alpi".
Le 1er novembre 1940, il prend le commandement du IIe corps d'armée, qui est stationné à Alessandria.
En juin 1942, Zanghieri et son IIe corps d'armée sont envoyés sur le front russe au sein de la 8e armée italienne. Entre le 20 et le 24 août, ils combattent sur le fleuve Don. Le 12 décembre 1942, les forces soviétiques lancent l'Opération Saturne et après avoir résisté pendant une semaine, le IIe corps d'armée est contraint de se retirer à Voroshilovgrad à travers la steppe gelée et subit d'horribles pertes.
En 1943, le IIe corps d'armée se retire davantage en direction de Gomel, poursuivi par la cavalerie soviétique. Le 15 février 1943, Zanghieri est relevé de son commandement et retourne en Italie
.
Kurt von Tippelskirch, officier de liaison allemand auprès de la 8e armée italienne, n'avait pas une très bonne opinion de Zanghieri. Il le considère comme "complètement inutile et insignifiant".
Il reste sans commandement jusqu'au 15 juillet 1943, date à laquelle il devient commandant du XVIIe corps d'armée, qui défend la côte du Latium.
Le IIe corps d'armée est désarmé par les Allemands en septembre 1943.

## Source
- (en) Cet article est partiellement ou en totalité issu de l’article de Wikipédia en anglais intitulé « Giovanni Zanghieri » (voir la liste des auteurs).